# Michael Anderson (Aborigine-Aktivist)
Michael Ghillar Anderson, aka Michael Eckford, (* 29. Oktober 1951 in Brewarrina in New South Wales, Australien) ist ein politischer Aktivist der indigenen Aborigines vom Stamm der Euhaliya und Kamilaroi. Er war Staatsanwalt, Diplomat, Universitätsdozent, freier Künstler und hat Beraterpositionen in der Aboriginal Politik in Australien wahrgenommen. Er ist NRO-Repräsentant für die Sovereign Union of Australia bei der Menschenrechtskommission der Vereinten Nationen. Heute (2015) macht er unabhängig Lobbyarbeit für die Rechte der Aborigines von der Farm seiner Familie im Outback von New South Wales aus. Seit 1969 ist er politisch aktiv; seine politische Karriere begann im Jahr 1972, als er mit weiteren drei Aborigines die sogenannte Zelt-Botschaft auf dem Rasen vor dem Old Parliament House in Canberra gründete, um Landrechte und Menschenrechte für Aborigines zu fordern. Anderson ist der letzte lebende Gründer dieser Zelt-Botschaft.
Politisch verfolgt Anderson die Anerkennung von Landrechten und politischer Souveränität der australischen Aborigines.

## Frühe Jahre
Michael Anderson wuchs als ältester Sohn von Mavis Eckford hauptsächlich in Walgett, einer kleinen australischen Kleinstadt im Outback von New South Wales, und in dem naheliegenden kleinen Dorf Goodooga auf. Er verbrachte viel Zeit sowohl mit seinen mütterlichen als auch väterlichen Großeltern, die auf verschiedenen Farmen in dem Gebiet als Bedienstete und Farmarbeiter tätig waren. Michael verbrachte seine ganzen Jugendjahre in den Stammesgebieten der Euhaliya (dem Stamm seiner Mutter) und Kamilaroi (dem Stamm seines Vaters). Er lernte beide traditionellen Sprachen und erhielt die traditionelle Ausbildung der Aborigines, genannt Lore (Wissen um das Land, Totems) und Religion von beiden Stämmen. Michael wurde von seiner Familie ausgesucht, auch das weise Gesetz zu erlernen, um die Weißen mit ihren eigenen Worten zu besiegen, so nach einer Aussage der Großmutter. Die Familie arbeitete eng zusammen, um dem jungen Michael sowohl die westliche als auch die traditionelle Ausbildung nahezubringen. Michael Anderson beschreibt diese Jahre heute als hart, er verbrachte Wochen im Busch und musste in der Schule Versäumtes wieder aufholen. Innerhalb der Gemeinschaft der Aborigines von Walgett hatte er schnell eine Sonderstellung inne und wurde der erste Highschool Captain von Walgett, wo er gegen den Rassismus, der von den Lehrern ausging, einen Schulstreik organisierte. 1965 lernte er Charles Perkins kennen, den ersten Aborigine, der einen akademischen Grad in Australien erwarb. Dies geschah während des Freedom Ride in Walgett. Der lokale Aborigines-Aktivist Harry Hall betreute den Teenager Michael in den Anfängen der Black Power Bewegung in Australien, die 1972 in der Errichtung der Zelt-Botschaft ihren politischen Höhepunkt hatte.

## Name
Michael Andersons Name in der Sprache der Kamilaroi lautet Nyoongar Gurrajong Murri Ghillar. Ghillar (der Rosakakadu) ist der Vogel in der Traumzeit der Aborigines, der den Menschen beibrachte, wie man einen Boomerang schnitzt, der zum Werfer zurückkehrt.

## Beruf
Anderson studierte Politik und Rechtswissenschaften an der Universität Sydney.
Gough Whitlam, der 1972 Präsident in Australien wurde, gab dem jungen Michael Anderson eine Position im Ministerbüro und schickte ihn dann in die USA und zu den Vereinten Nationen, um Lösungsvorschläge und Vergleiche zu sammeln, wie andere Länder mit ihren indigenen Bevölkerungsgruppen umgehen. Michael Anderson begleitete Whitlam auf politischen Reisen ins Ausland.
Danach arbeitete Anderson als Staatsanwalt, spielte professionell Football, lebte eine Weile von seiner Malerei und lehrte dann Politikwissenschaften und Aboriginal-Cross-Culture-Training an der Universität of New England in Armidale. 1999 kündigte Anderson seine Lehraufträge, um sich in Vollzeit – aber ehrenamtlich – auf die Vertretung der australischen Aborigines bei den Vereinten Nationen zu konzentrieren. 2002 übernahm er dann das Management einer 33.000 Hektar großen extensiven Schafs- und Rinderfarm im Brewarrina Shire, die sich im Familienbesitz seines Euhaliyaclans befindet. Neben der Schafszucht bietet Anderson Kurse in Aboriginal Kultur und Geschichte an.

## Politische Position
Im Januar 1973 führte er den Baumwollfelder-Streik von 1000 Aborigines und 200 Weißen an, der nach dem Urteil des Arbitration Courts von New South Wales nach drei Streikwochen anerkannt wurde und zu einer Lohnerhöhung führte.
Bei der australischen Wahl im Jahr 2004 kandidierte er für die Australian Greens im Wahlbezirk Gwydir und unterlag gegen den damaligen stellvertretenden Premierminister, dessen Name auch Michael Anderson ist.
Michael Anderson tritt dafür ein, dass die Aborigines als eine eigene Nation anerkannt werden. Er begründet dies damit, dass die Aborigines niemals ihre Souveränität als eigenständige Nation aufgegeben hätten, dass sie in keinem erklärten Krieg besiegt worden wären und dass sie ihr Land nicht abgetreten hätten. Ferner hätte die Britische Krone nie behauptet, dass sie die Souveränität über die Aborigines ausgerufen habe.
Anderson lehnt auch die juristische Zuständigkeit des australischen Staates über die Aborigines ab und will die Einheit aller Aborigines erreichen. Er plant die Anerkennung der Aborigines als non-self-governing peoples vor den Vereinten Nationen. Ferner fordert er einen writ of Mandamus (eine völkerrechtliche Anerkennung). Er will Großbritannien und die Europäische Union auf Völkermord verklagen und die Kompensationen und Rückgabe des ursprünglichen Lands der Aborigines unter Beachtung ihrer Rohstoffrechte erreichen.
Im östlichen Australien würden seiner Kenntnis nach bereits 40 vereinigte Nations der Aborigines bestehen.
Er erwartet weder von der Australian Labor Party noch von den Australian Greens oder liberalen Regierungskoalitionen Unterstützung bei der Anerkennung einer Aborigines-Nation. Zur Durchsetzung fordert er von der internationalen Gemeinschaft Handelssanktionen und einen Handelsboykott gegen Australien, wie dies seinerzeit in Südafrika zum Ende der Apartheid geführt hat.
Anderson bezeichnet sich als Convenor and Joint Spokesperson of Sovereign Union of First Nations and Peoples in Australia und Head of State of the Euahlayi Peoples Republic.

## Zelt-Botschaft
Die Zelt-Botschaft wurde am 26. Januar 1972 errichtet, um auf die Ablehnung des Native Title der Regierung unter McMahon aufmerksam zu machen. Die Gründer der Zelt-Botschaft im Jahr 1972 mit Unterstützung der Communist Party of Australia waren Michael Anderson, Billy Craigie, Bertie Williams und Tony Koorie aus Redfern, die sich zum Protest unter einem Sonnenschirm vor dem Rasen des Old Parliament House in Canberra versammelt hatten.
Michael Anderson berichtete 2012 anlässlich des 40-jährigen Bestehens der Zelt-Botschaft, dass er und seine Familie jahrelang mehreren Bedrohungen ausgesetzt gewesen und gegen sie Anschläge ausgeübt worden seien, nachdem er sich an der Gründung der Botschaft aktiv beteiligt hatte. Dies bewertete er als Angriff auf seine Person und auf die Bewegung Souveränität der Aborigines als Nation.